# Cleberson Luis Marques
Cleberson Luis Marques (født 4. juli 1984) er en tidligere brasiliansk fodboldspiller.